# نیکولای ولاسیک
 نیکولای سیدورویچ ولاسیک (زاده ۲۲ مه ۱۸۹۶ – درگذشته ۱۸ ژوئن ۱۹۶۷) سپهبد، افسر بلندپایهٔ پلیس مخفی شوروی و سر محافظِ شخصی جوزف استالین در بین سال‌های ۱۹۳۱ تا ۱۹۵۳ بود.

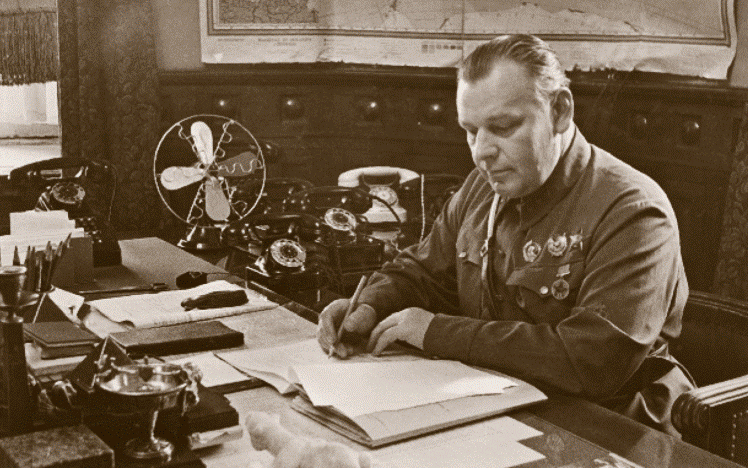
نیکولای ولاسیک در دفتر کار خود (سال ۱۹۳۰)

## شخصیت

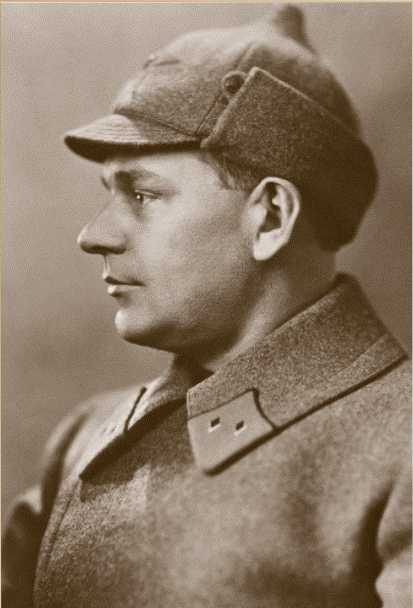
نیکولای ولاسیک در سال ۱۹۲۰

سوتلانا استالین در خاطرات خود دربارهٔ نیکولای ولاسیک چنین می‌گوید: «او از قدرت فاسد خود سوءاستفاده می‌کرد و گاهی حتی به هنرمندان دیکته می‌کرد تا براساس آنچه که استالین می‌خواهد، عمل کنند.»

## دستگیری و تبعید
در سال ۱۹۵۳ وی در طی توطئه ای موسوم به نقشه پزشکان دستگیر و از کار خود برکنار شد و حتی پس از مرگ استالین هم به جرم سوءاستفاده از قدرت و اختلاس در زندان به‌سر می‌برد اما در نهایت سه سال بعد (سال ۱۹۵۶) عفو گردید و از زندان آزاد شد. در سال ۲۰۰۰ میلادی اعلام شد که وی هیچ خطایی در جریان توطئه دروغین پزشک‌ها انجام نداشته و بی‌گناه بوده‌است.

او در خاطرات خود درمورد استالین نوشته بود که از استالین صدمات زیادی خورده‌است اما ذره ای بدخواهی نسبت به وی نداشته‌است.